# Ne Zha 2
Ne Zha 2 (哪吒之魔童闹海S, Nézhā zhī mótóng nàohǎiP) è un film d'animazione cinese del 2025 scritto e diretto da Jiaozi.
È il sequel di Nézhā zhī mótóng jiàngshì (2019), ed è ambientato nello stesso universo, il Fengshen Cinematic Universe.

## Trama
Dopo che Ne Zha e Ao Bing vengono colpiti insieme dal fulmine divino, i loro corpi vengono distrutti. Per impedire che le loro anime muoiano, il Maestro Taiyi Zhenren esaurisce il suo Sacro Loto dai Sette Colori per rigenerare i loro corpi fisici, sebbene siano ancora fragili. Il padre di Ao Bing, Ao Guang, Re Drago del Mare dell’Est, credendo che suo figlio sia morto, ordina al Maestro Shen Gongbao di attaccare il Passo di Chentang con i demoni imprigionati sotto il suo palazzo e con gli altri tre Re Draghi dei Quattro Mari. Ao Bing difende il Passo di Chentang, ma il suo nuovo corpo si disintegra a causa dello sforzo.
Ao Guang propone una tregua: Ao Bing e Ne Zha condivideranno il corpo di Ne Zha per sette giorni, completeranno tre prove per diventare xian (immortali) e vinceranno una pozione capace di restaurare il Sacro Loto e creare un nuovo corpo per Ao Bing, dopo di che le forze di Ao Guang si ritireranno. Le prove sono stabilite dall’Immortale Wuliang, capo della setta celeste Chan. Durante le prove, i candidati devono completare missioni sorvegliati dai discepoli di Wuliang. Normalmente, queste missioni vengono eseguite dai cacciatori di demoni della setta.
Ne Zha prende delle pillole per dormire per nascondere la sua natura demoniaca durante le prove, permettendo ad Ao Bing di controllare temporaneamente il suo corpo. Insieme, Ne Zha e Ao Bing completano le prime due prove: sconfiggere un villaggio di demoni marmotta e affrontare un maestro che addestra i demoni a prepararsi alle prove da xian.
Nel frattempo, Ao Guang incarica Shen Gongbao di sorvegliare il Passo di Chentang. Gongbao si riunisce temporaneamente con suo fratello minore, Shen Xiaobao. Quest’ultimo assiste poi alla seconda prova di Ne Zha, in cui il maestro, Shen Zhengdao, patriarca della famiglia Shen, viene catturato con violenza dalle forze della setta. Xiaobao torna a riferire a Gongbao dell’assedio e del saccheggio del villaggio della loro famiglia da parte della setta, prima di morire per le ferite riportate.
Prima che Ne Zha parta per la sua seconda prova, gli viene detto che il Passo di Chentang è stato distrutto. Furioso, Ne Zha completa la terza prova senza l’aiuto di Ao Bing, sconfiggendo un mostro di pietra, Shi Ji, diventando xian e ottenendo la pozione. Mentre Taiyi restaura il Sacro Loto con la pozione e rigenera il corpo di Ao Bing, Ne Zha si unisce alle forze di Wuliang per intrappolare i draghi nel grande calderone di Wuliang, con l’intenzione di forgiare draghi e demoni in elisir. Tuttavia, gli altri tre Re Draghi si rivoltano contro Ao Guang collaborando con Wuliang per fuggire dal calderone.
Li Jing e Lady Yin arrivano illesi al calderone insieme ad Ao Bing e Taiyi per rivelare la verità. Essi svelano che fu Wuliang a ordinare la distruzione del Passo di Chentang, non i draghi. In un flashback, Shen deduce il tradimento dei Re Draghi e il loro coinvolgimento nel massacro. La setta Chan voleva incastrare Ao Guang per l’attacco, distruggere i draghi e assicurarsi il dominio della setta celeste. I genitori di Ne Zha sopravvissero alla distruzione mentre Shen faceva l’ultima resistenza per difendere la città.
I due schieramenti combattono finché Wuliang non getta il gruppo di Ne Zha nel calderone. Quando il calore del calderone aumenta, i prigionieri vengono trasformati in elisir, compresa Lady Yin. Un Ne Zha in lutto assorbe il fuoco samadhi del calderone, solidificando il suo nuovo corpo e rinascendo così. Insieme a draghi e demoni, Ne Zha e Ao Bing spezzano il calderone e costringono le armate celesti alla ritirata. Dopo la battaglia, Ao Guang guida i draghi sopravvissuti a nascondersi in qualche parte del mare, con l’eccezione di Ao Bing, che resta per aiutare Ne Zha a smascherare la vera natura di Wuliang.
Nella scena a metà dei titoli di coda, Wuliang si reca in una prigione segreta per negoziare con i prigionieri Shen Gongbao e suo padre Zhengdao, sperando di reclutarli, ma finisce intrappolato dopo aver maledetto una guardia perché lo derideva per le sue ferite. I fratelli maggiori di Ne Zha, Jinzha e Muzha, anch’essi “Xian”, vengono convocati per incontrare Wuliang, ma non riescono a trovarlo quando arrivano.

## Distribuzione
Il film è stato distribuito in Cina il 29 gennaio 2025 e negli Stati Uniti il 14 febbraio 2025. In Italia il film verrà distribuito da Minerva Pictures a fine 2025.

## Accoglienza

### Incassi
A fronte di un budget di 80 milioni di dollari, con un incasso di oltre 2,2 miliardi di dollari, è il film d'animazione con maggiori incassi nella storia del cinema, nonché il primo film della storia a ottenere un miliardo di dollari al botteghino in un solo paese e il primo film d'animazione ad aver guadagnato 2 miliardi di dollari.

### Critica
Sull'aggregatore di recensioni Rotten Tomatoes ha un indice di gradimento del 94% basato su 35 recensioni. Su Metacritic ottiene un punteggio di 63 su 100 basato su 7 recensioni.

## Sequel
Nell'aprile del 2025 è stato confermato che un sequel del film, provvisoriamente noto come Ne Zha 3, è in lavorazione.